# Trinidad y Tobago en los Juegos Olímpicos de Tokio 1964
Trinidad y Tobago estuvo representada en los Juegos Olímpicos de Tokio 1964 por un total de 13 deportistas que compitieron en 4 deportes.  
El portador de la bandera en la ceremonia de apertura fue el atleta Wendell Mottley.

## Medallistas
El equipo olímpico de Trinidad y Tobago obtuvo las siguientes medallas:
| Nombre                                                   | Deporte   | Competición |
| -------------------------------------------------------- | --------- | ----------- |
| Oro                                                      |           |             |
| —                                                        |           |             |
| Plata                                                    |           |             |
| Wendell Mottley                                          | Atletismo | 400 m M     |
| Bronce                                                   |           |             |
| Edwin Roberts                                            | Atletismo | 200 m M     |
| Edwin Skinner Kent Bernard Wendell Mottley Edwin Roberts | Atletismo | 4 × 400 m M |